# Shannon City
Shannon City è un comune degli Stati Uniti d'America, situato nello Stato dell'Iowa, diviso tra la contea di Union e la contea di Ringgold.